# Hoole
Hoole är en ort i distriktet Cheshire West and Chester, i Storbritannien. Den ligger i grevskapet Cheshire och riksdelen England, i den södra delen av landet, 260 km nordväst om huvudstaden London. Hoole ligger 25 meter över havet och antalet invånare är 1 180. Hoole var en civil parish 1866–1954 när blev den en del av Chester, Hoole Village och Guilden Sutton. Civil parish hade 9 058 invånare år 1951. Hoole var ett distrikt 1894–1954.
Terrängen runt Hoole är platt. Runt Hoole är det tätbefolkat, med 266 invånare per kvadratkilometer. Närmaste större samhälle är Chester, 1,4 km sydväst om Hoole. Runt Hoole är det i huvudsak tätbebyggt.